# Charinotes fasciatus
Charinotes fasciatus är en skalbaggsart som beskrevs av Dupont 1834. Charinotes fasciatus ingår i släktet Charinotes och familjen långhorningar. Inga underarter finns listade i Catalogue of Life.